# Třemošná
Třemošná är en stad i Tjeckien.   Den ligger i distriktet Plzeň-sever och regionen Plzeň, i den västra delen av landet, 80 km väster om huvudstaden Prag. Antalet invånare är 4 654.